# Óscar Rodríguez Maradiaga
Óscar Andrés Rodríguez Maradiaga (Tegucigalpa, 29 dicembre 1942) è un cardinale e arcivescovo cattolico honduregno, dal 26 gennaio 2023 arcivescovo emerito di Tegucigalpa.

## Biografia

### Formazione e ministero sacerdotale
È entrato nella Congregazione salesiana nel 1961.
Il 28 giugno 1970 è stato ordinato presbitero dall'arcivescovo Girolamo Prigione.
È laureato in filosofia, in teologia e in teologia morale (ottenuti al Pontificio Ateneo Salesiano di Roma), ha il diploma in psicologia clinica e in psicoterapia (ottenuti a Innsbruck, in Austria) e ha condotto gli studi di pianoforte a El Salvador, di armonia e composizione in Guatemala, e di sassofono negli Stati Uniti. Appassionato di volo, ha conseguito un brevetto da pilota aeronautico.
Dal 1963 al 1975 è stato insegnante elementare, poi professore di chimica, di fisica, di musica sacra ed infine di teologia morale ed ecclesiologia.

### Ministero episcopale e cardinalato
Nominato vescovo titolare di Pudenziana e ausiliare di Tegucigalpa il 28 ottobre 1978, ha ricevuto l'ordinazione episcopale a Tegucigalpa l'8 dicembre 1978. L'8 gennaio 1993 è nominato arcivescovo metropolita di Tegucigalpa.
È famoso per le sue battaglie contro la droga e la corruzione, che lo hanno costretto a girare con la scorta.
Nella Chiesa latino-americana gli è stata riconosciuta la dote di saper unire modernità e tradizione.
Nei giorni successivi all'attacco all'Iraq, alla fine di marzo del 2003, ha dichiarato che le vere armi distruttive di massa che stanno minando l'umanità sono la povertà e l'ingiustizia, che bisogna ripensare il diritto internazionale e i Paesi più piccoli, per esempio dell'America Latina non possono negoziare come i vassalli di un impero.
È stato elevato al rango di cardinale da papa Giovanni Paolo II nel concistoro del 21 febbraio 2001, del titolo di Santa Maria della Speranza, divenendo il primo cardinale della storia dell'Honduras.
Prende parte al conclave del 2005, che elegge papa Benedetto XVI, e al conclave del 2013, che elegge papa Francesco.
Il 13 aprile 2013 papa Francesco lo ha nominato membro con funzione di coordinatore del Consiglio dei cardinali, il gruppo chiamato a consigliarlo nel governo della Chiesa universale e a studiare un progetto di revisione della Curia romana.
Il 29 dicembre 2022 compie ottant'anni e, in base a quanto disposto dal motu proprio Ingravescentem Aetatem di papa Paolo VI del 1970, esce dal novero dei cardinali elettori e decade da tutti gli incarichi ricoperti in Curia romana.
Il 26 gennaio 2023 papa Francesco accoglie la sua rinuncia al governo pastorale dell'arcidiocesi per raggiunti limiti di età.
È stato membro della Congregazione per il clero, del Pontificio consiglio delle comunicazioni sociali, del Pontificio consiglio della giustizia e della pace e della Pontificia commissione per l'America Latina. Ha ricoperto, inoltre, gli incarichi di presidente di Caritas internationalis, dal 2007 al 2015, e di presidente della Conferenza episcopale honduregna, dal 1996 al 2016.
Poliglotta, parla sei lingue: inglese, francese, italiano, tedesco, e portoghese in aggiunta allo spagnolo, la sua lingua natia.

## Critiche e controversie

### Accuse di antisemitismo
Nel 2009 Maradiaga è stato accusato di antisemitismo da Alan Dershowitz, professore di diritto dell'Harvard University, attivista per i diritti civili e commentatore delle vicende mediorientali per numerose testate giornalistiche. Dershowitz lo accusa di abusare sistematicamente della locuzione the Jews ("gli ebrei"), tacciando questa categoria, the Jews, di cospirare contro la Chiesa cattolica, di aver montato un caso mediatico sopra i casi giudiziari che hanno coinvolto numerosi ecclesiastici cattolici in vicende di pedofilia. Dershowitz obietta come tale categoria collettiva, the Jews, non esista nella realtà se non negli incubi degli antisemiti stessi.

### Golpe militare del giugno 2009
Nel contesto della grave tensione che ha spaccato la società honduregna nel giugno 2009, a causa del colpo di Stato in cui è stato deposto il presidente Manuel Zelaya, il cardinal Maradiaga, con la Santa Sede tramite il nunzio Luigi Bianco, e insieme con gran parte della Chiesa cattolica del Paese, si è schierato dalla parte del nuovo presidente golpista ad interim Roberto Micheletti e si è pronunciato contro un eventuale ritorno in patria dello stesso Zelaya. La motivazione portata dai vertici della Chiesa cattolica locale è stata quella di volere evitare una guerra civile.

### Scandalo finanziario
Nel dicembre 2017 è coinvolto in uno scandalo riguardante presunti stipendi e investimenti milionari che sarebbero stati operati dal cardinale stesso e dall'allora vescovo ausiliare, Juan José Pineda Fasquelle.

### Lettera di Carlo Maria Viganò sul caso McCarrick
Nell'agosto 2018, in seguito ad una lettera di denuncia di Viganò della copertura da parte della gerarchia ecclesiastica degli abusi omosessuali del cardinale McCarrik, difende McCarrick dalle accuse di Viganò, qualificando il suo comportamento come «qualcosa di ordine privato», e il tutto come «una faccenda amministrativa».

### Critiche al capitalismo
Ha più volte espresso pubblicamente un'opinione fortemente critica nei confronti del capitalismo in generale e del neo-liberismo in particolare. In un discorso tenuto il 28 novembre 2014 all'Università Gregoriana di Roma sostenne quanto segue: "Il liberismo economico ha come figlio maggiore il capitalismo moderno (…). A mio avviso, la crisi del capitalismo, come modello del sistema economico, si radica in una crisi antropologica, giacché nei suoi distinti flussi e riflussi economici non si riconosce la centralità della persona (…). Non possiamo negare che c'è un certo vincolo, potremmo dire, ombelicale fra economia di mercato assolutizzato e la disuguaglianza che provoca nella distribuzione della ricchezza. La fondazione, la costruzione di base più debole del capitalismo ideologico è la povertà. Forse è la realtà che meglio dimostra la sua fallibilità. La relazione causale non è una questione di prospettiva, ma di risultati (…). Il modello neo-liberista genera un tipo di accrescimento economico che non assicura il vero sviluppo umano".

## Genealogia episcopale e successione apostolica
La genealogia episcopale è:
- Cardinale Scipione Rebiba
- Cardinale Giulio Antonio Santori
- Cardinale Girolamo Bernerio, O.P.
- Arcivescovo Galeazzo Sanvitale
- Cardinale Ludovico Ludovisi
- Cardinale Luigi Caetani
- Cardinale Ulderico Carpegna
- Cardinale Paluzzo Paluzzi Altieri degli Albertoni
- Papa Benedetto XIII
- Papa Benedetto XIV
- Papa Clemente XIII
- Cardinale Marcantonio Colonna
- Cardinale Giacinto Sigismondo Gerdil, B.
- Cardinale Giulio Maria della Somaglia
- Cardinale Carlo Odescalchi, S.I.
- Cardinale Costantino Patrizi Naro
- Cardinale Lucido Maria Parocchi
- Papa Pio X
- Papa Benedetto XV
- Papa Pio XII
- Cardinale Eugène Tisserant
- Papa Paolo VI
- Arcivescovo Gabriel Montalvo Higuera
- Cardinale Oscar Andrés Rodríguez Maradiaga, S.D.B.

La successione apostolica è:
- Vescovo Ángel Garachana Pérez, C.M.F. (1995)
- Vescovo Roberto Camilleri Azzopardi, O.F.M. (2001)
- Vescovo Guido Plante, P.M.E. (2005)
- Vescovo Luis Felipe Solé Fa, C.M. (2005)
- Vescovo Juan José Pineda Fasquelle, C.M.F. (2005)
- Vescovo Jean-Louis Giasson, P.M.E. (2005)
- Vescovo Darwin Rudy Andino Ramírez, C.R.S. (2006)
- Vescovo José Bonello, O.F.M. (2011)
- Arcivescovo Michael Lenihan, O.F.M. (2012)
- Vescovo Guy Charbonneau, P.M.E. (2013)
- Vescovo Héctor David García Osorio (2014)
- Vescovo José Antonio Canales Motiño (2017)
- Arcivescovo José Vicente Nácher Tatay, C.M. (2023)